# 大伴智仙娘
大伴智仙娘（おおとものちせんのいらつめ、生没年不詳）は、飛鳥時代の日本の人物。中臣御食子の妻で、藤原鎌足の母。

## 概要
大伴咋（大伴久比子）の娘。呼称は『尊卑分脈』では「智仙娘」、『藤氏家伝』では「大伴夫人」。

中臣御食子の妻となり、鎌足を産む（尊卑分脈）。
奈良県高市郡明日香村には大伴夫人の墓とされる円墳がある。